# Браславець Євген Анатолійович
Євге́н Анато́лійович Браславець (нар. 11 вересня, 1972, Дніпропетровськ, Дніпропетровська область, Українська РСР, СРСР) — український яхтсмен, олімпійський чемпіон.
Закінчив Дніпропетровський державний інститут фізичної культури і спорту (2001 р.). Чемпіон світу та Європи (2001 р.). Чемпіон XXVI Олімпійських ігор (1996 р.) у класі яхт «470» (шкотовий — Матвієнко І. Г.). Виступає за спортивний клуб «Метеор» (Дніпро). Тренери: Карета (Пашутіна) І. Л., Коваленко В. В., Майоров В. А.

## Державні нагороди
- Відзнака Президента України — хрест «За мужність» (7 серпня 1996) — за видатні спортивні перемоги на XXVI літніх Олімпійських іграх в Атланті, особистий внесок у піднесення авторитету і престижу України в світі[1]